# Phillip Mann

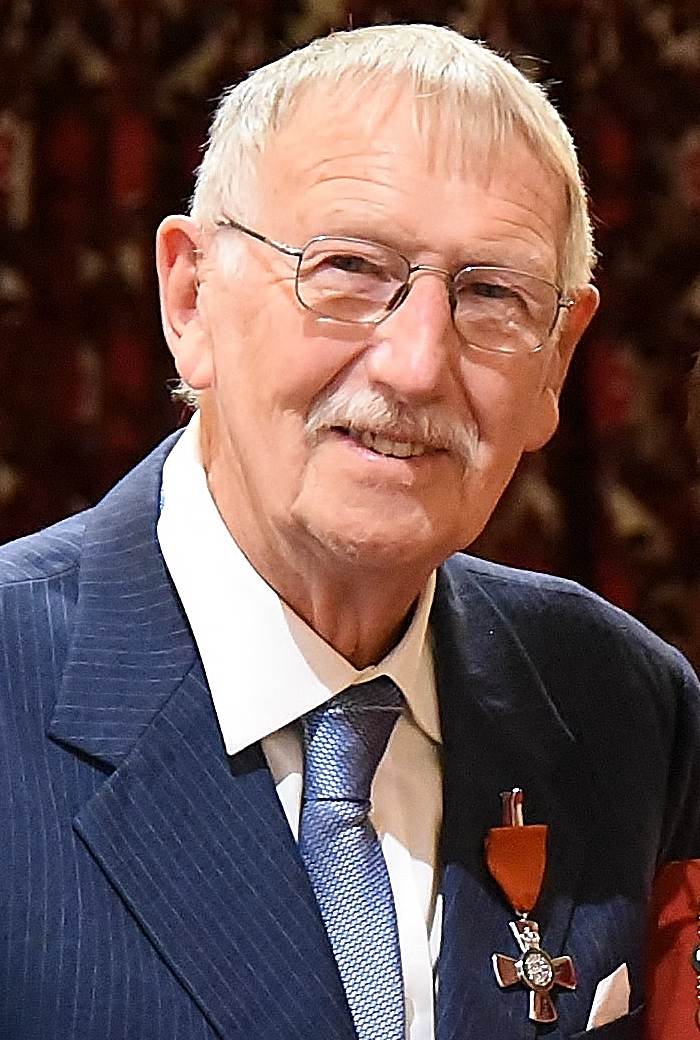
Phillip Mann (2017)

Phillip Mann (* 7. August 1942 in Northallerton, Yorkshire, England; † 1. September 2022 in Wellington) war ein britischer Science-Fiction-Schriftsteller, der ab 1969 in Neuseeland lebte.
Er studierte Englisch und Schauspielkunst an der University of Manchester und später in Kalifornien, bevor er nach Neuseeland zog, wo er 1970 den ersten Lehrstuhl für Schauspielkunst an einer neuseeländischen Universität, an der Victoria University of Wellington, einrichtete. Er zog sich 1998 von der Position des Professors für Schauspielkunst in Victoria zurück, um sich auf andere Projekte zu konzentrieren.

## Biografie
Er hat intensiv am Theater gearbeitet, als professioneller Regisseur und Theaterlehrer, sowohl in Neuseeland, den USA als auch in Europa.
Zwischen 1968 und 1970 arbeitete er als Co-Herausgeber bei der New China News Agency in Peking. In dieser Zeit kurz nach dem Ende der Kulturrevolution konnte er das Wiederauftauchen des klassischen chinesischen Theaters sowie die Entstehung neuer Formen des Dramas miterleben. In dieser Zeit schrieb er seinen ersten Science-Fiction-Roman The Eye of the Queen.
Die Encyclopedia of Science Fiction beschreibt Phillip Manns Fiktion als "a strong visual and structural sense".
Nach einem Jahrzehnt, in dem er sich auf Theaterregie konzentrierte, reiste, in Frankreich lebte und Theaterstücke und Kinderliteratur schrieb, veröffentlichte er 2013 seinen ersten Roman ab 1996, The Disestablishment of Paradise. 
Mann teilte seine Zeit zwischen seinem Haus in Brooklyn in Wellington und einer umgebauten Scheune in der kleinen Stadt Choussy im französischen Loiretal auf. Er arbeitete an einem neuen Roman The Headman, einer Anthologie von Kurzgeschichten und einer Arbeit zur Theaterproduktion.

## Werk
In The Disestablishment of Paradise geht es um die Korruption eines unberührten erdähnlichen Planeten namens Paradise durch die Menschheit und die anschließende Verbannung.
In The Eye of the Queen beschrieb er 1982 das Leben von Marius Thorndyke, dem führenden Kontaktlinguisten der Erde und Gründer des CLI (Contact Linguistics Institute), nachdem er auf Einladung einer außerirdischen Spezies auf deren Heimatwelt Pe-Ellia gereist ist. Diese Art, die lange vermutet, aber bisher unbekannt war, war dafür verantwortlich, die Erforschung des Weltraums auf nur wenige bewohnte Planeten zu beschränken, von denen keiner die Stufe der Raumfahrt erreicht hat. Während seines Besuchs identifiziert sich Thorndyke emotional mit einem der Einwohner von Pe-Ellian und versucht, sich mit diesem Wesen zu „verschmelzen“. Dies hat außergewöhnliche Konsequenzen für die Erde und Pe-Ellia.
The Eye of the Queen begründete Phillip Manns Ruf als Schöpfer glaubwürdiger Außerirdischer – ein Merkmal, das in seinen späteren Arbeiten weiter eine herausragende Rolle spielte. Er kommentierte:

“Thinking about alien consciousness helps clarify my thinking about Earth and the way we conduct ourselves. Thus I think of my books as being about us, no matter how outlandish the scenario.”

„Das Nachdenken über fremdes Bewusstsein hilft mir, mein Denken über die Erde und unser Verhalten zu verdeutlichen. Daher denke ich, dass meine Bücher über uns handeln, egal wie ausgefallen das Szenario ist.“

Auch Master of Paxwax und seine Fortsetzung Fall of the Families sind zu Klassikern der neuseeländischen Literatur geworden. Beide Bücher wurden in 15-minütigen Folgen aufgenommen, die von Dick Weir gelesen wurden. Sie werden regelmäßig im Radio New Zealand ausgestrahlt. CDs dieser Aufnahmen sind bei Radio New Zealand erhältlich.
Die Geschichte von The Master of Paxwax aus dem Jahr 1986, Manns zweitem Buch, dreht sich um das Leben von Pawl Paxwax. Pawl – und sein Name ist bedeutend – ist der zweite Sohn der Fünften Familie in einem galaxienweiten Reich, das von elf großen Familien regiert wird. Diese Familien versklaven seit Jahrhunderten nichtmenschliche Lebensformen durch eine Politik des Völkermords an Außerirdischen. Jetzt ändern sich die Dinge. Unter der Oberfläche der scheinbar toten Welt von Sanctum versammeln sich überlebende intelligente Außerirdische, vereint in ihrem Wunsch, die barbarische Gesellschaft zurückzuschlagen, die ihre Zivilisationen verwüstet hatte.
Als Pawls Vater und Bruder in schneller Folge sterben, gerät Pawl in eine Position höchster Macht, ohne zu wissen, dass die außerirdischen Rassen beschlossen haben, zu revoltieren und ihn und seinen Geliebten Laurel Beltane als Bauern zu benutzen, um die anderen herrschenden Familien zu besiegen. Pawl ist ein Dichter und unpolitischer Natur, aber seine Feindschaft, die einmal geweckt wurde, ist zu fürchten. "Wunderbar einfallsreich", sagte Locus.
Die Fortsetzung 1986 mit dem passenden Titel The Fall of the Families bringt diese Saga zum Abschluss.

## Bibliografie

### Ein Land für Helden (A Land Fit for Heroes)
- Flucht in die Wälder. Band 1. Heyne, 2000, ISBN 3-453-14904-1 (britisches Englisch: Escape to the Wild Wood. 1993. Übersetzt von Usch Kiausch).
- Der Monolith. Band 2. Heyne, 2000, ISBN 3-453-14905-X (britisches Englisch: Stand Alone Stan. 1994. Übersetzt von Usch Kiausch).
- Der Drache erwacht. Band 3. Heyne, 2000, ISBN 3-453-14916-5 (britisches Englisch: The Dragon Wakes. 1995. Übersetzt von Usch Kiausch).
- Der brennende Wald. Band 4. Heyne, 2000, ISBN 3-453-14917-3 (britisches Englisch: The Burning Forest. 1996. Übersetzt von Usch Kiausch).

### Die Geschichte von Pawl dem Gärtner (Gardener)
- Der Herr von Paxwax. Band 1. Heyne, 1988, ISBN 3-453-02785-X (britisches Englisch: Master of Paxwax. 1986.).
- Der Fall der Familien. Band 2. Heyne, 1988, ISBN 3-453-02786-8 (britisches Englisch: The Fall of the Families. 1987.).

### Weitere Romane
- Das Auge der Königin. Heyne, 1985, ISBN 3-453-31190-6 (britisches Englisch: The Eye of the Queen. 1982. Übersetzt von Hans Maeter).
- Pioniere. Heyne, 1991, ISBN 3-453-04493-2 (britisches Englisch: Pioneers. 1988. Übersetzt von Walter Brumm).
- Wolfs Garn. Heyne, 1992, ISBN 3-453-06196-9 (britisches Englisch: Wulfsyarn. 1990. Übersetzt von Hendrik P. Linckens & Tom Linckens).
- The Disestablishment of Paradise. Gollancz, 2013, ISBN 978-0-575-13262-7 (britisches Englisch, nicht auf Deutsch erschienen).